# Gadiformes
Gadiformes é a ordem de peixes actinopterígeos que inclui o bacalhau. Os gadiformes estão presentes em todos os tipos de salinidade, desde água doce a marinha.
Os gadiformes são peixes de médio porte. As barbatanas não apresentam raios verdadeiros. A barbatana pélvica, se presente, está posicionada debaixo ou à frente da barbatana peitoral. A maioria das espécies tem barbatanas dorsais e anais longas. As escamas dos gadiformes são geralmente de forma ciclóide.

## Famílias
- Bregmacerotidae
- Euclichthyidae
- Gadidae - bacalhau
- Lotidae
- Macrouridae
- Moridae - abrótea
- Melanonidae
- Macruronidae
- Muraenolepididae
- Merlucciidae - abrótea
- Phycidae